# Iseltwald
Iseltwald ist eine politische Gemeinde im Verwaltungskreis Interlaken-Oberhasli des Kantons Bern in der Schweiz.

## Geographie
Die Gemeinde liegt auf einem Delta am Südufer des Brienzersees im Berner Oberland. Sie hatte lange Zeit keine Fahrstrasse und war nur über den Wasserweg erreichbar. Seit dem Bau der Autobahn A8 hat die Gemeinde eine eigene Autobahnausfahrt. Vor dem Bau der Ausfahrt führte eine Strasse von Bönigen ins Dorf. Der höchste Punkt ist das 2687 Meter hohe Faulhorn.
Iseltwald gehört zur Kirchgemeinde Gsteig bei Interlaken.

## Bevölkerung
| Bevölkerungsentwicklung | Bevölkerungsentwicklung | Bevölkerungsentwicklung | Bevölkerungsentwicklung | Bevölkerungsentwicklung | Bevölkerungsentwicklung | Bevölkerungsentwicklung | Bevölkerungsentwicklung | Bevölkerungsentwicklung | Bevölkerungsentwicklung | Bevölkerungsentwicklung | Bevölkerungsentwicklung |
| ----------------------- | ----------------------- | ----------------------- | ----------------------- | ----------------------- | ----------------------- | ----------------------- | ----------------------- | ----------------------- | ----------------------- | ----------------------- | ----------------------- |
| Jahr                    | 1764                    | 1850                    | 1880                    | 1900                    | 1930                    | 1950                    | 1980                    | 1990                    | 2000                    | 2010                    | 2023                    |
| Einwohner               | 254                     | 562                     | 562                     | 585                     | 479                     | 537                     | 434                     | 421                     | 434                     | 435                     | 401                     |

## Geschichte

Luftbild aus 100 m von Walter Mittelholzer (1926)

1146 wird das Dorf als Iseltwalt erstmals erwähnt. Nach einem Streit mit Interlaken um den wichtigen Forst gingen 1303 alle Rechte von Iseltwald an Interlaken. 1342 wurde Iseltwald von den Unterwaldnern verwüstet. Mit der Säkularisation des Klosters Interlaken 1528 kam das Dorf an Bern und zur Landvogtei Interlaken. Neben Fischerei, Obstbau, Vieh- und Alpwirtschaft bot 1680 eine Glashütte zusätzlich Arbeit. Diese erlosch aber schon wieder um 1715. 
1871 begann der Tourismus mit dem Aufkommen der Brienzerseeschifffahrt. Hotels und Gastgewerbe entstanden. Heute halten sich vor allem Tagestouristen in Iseltwald auf. In der südkoreanischen Fernsehserie Crash Landing on You kommt Iseltwald in einigen Episoden vor. Die Serie führte zu hohem Aufkommen von Touristen, die ein Selfie auf dem Bootssteg machen möchten, so dass die Gemeinde im Frühling 2023 eine Zutrittsgebühr von 5 Franken für den Steg einführte.

## Bilder

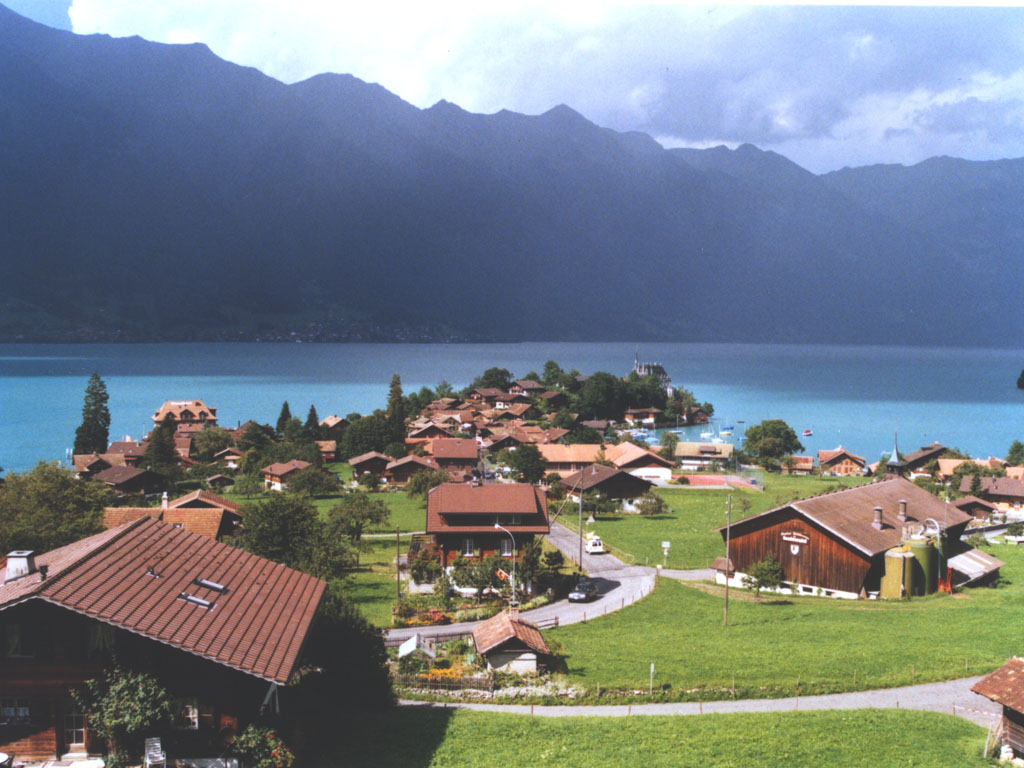
Iseltwald von oben
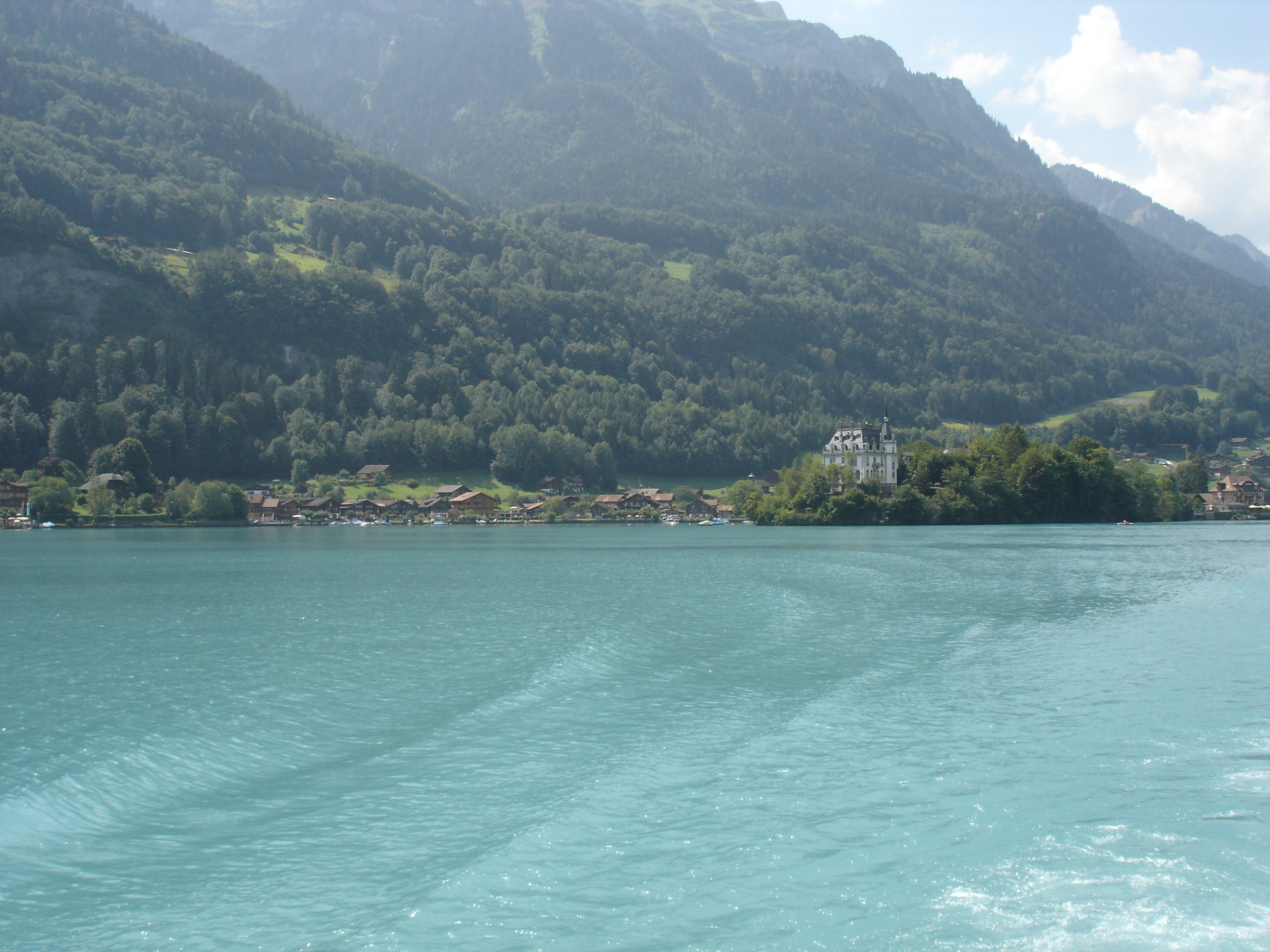
Ort mit Schloss Seeburg vom See aus
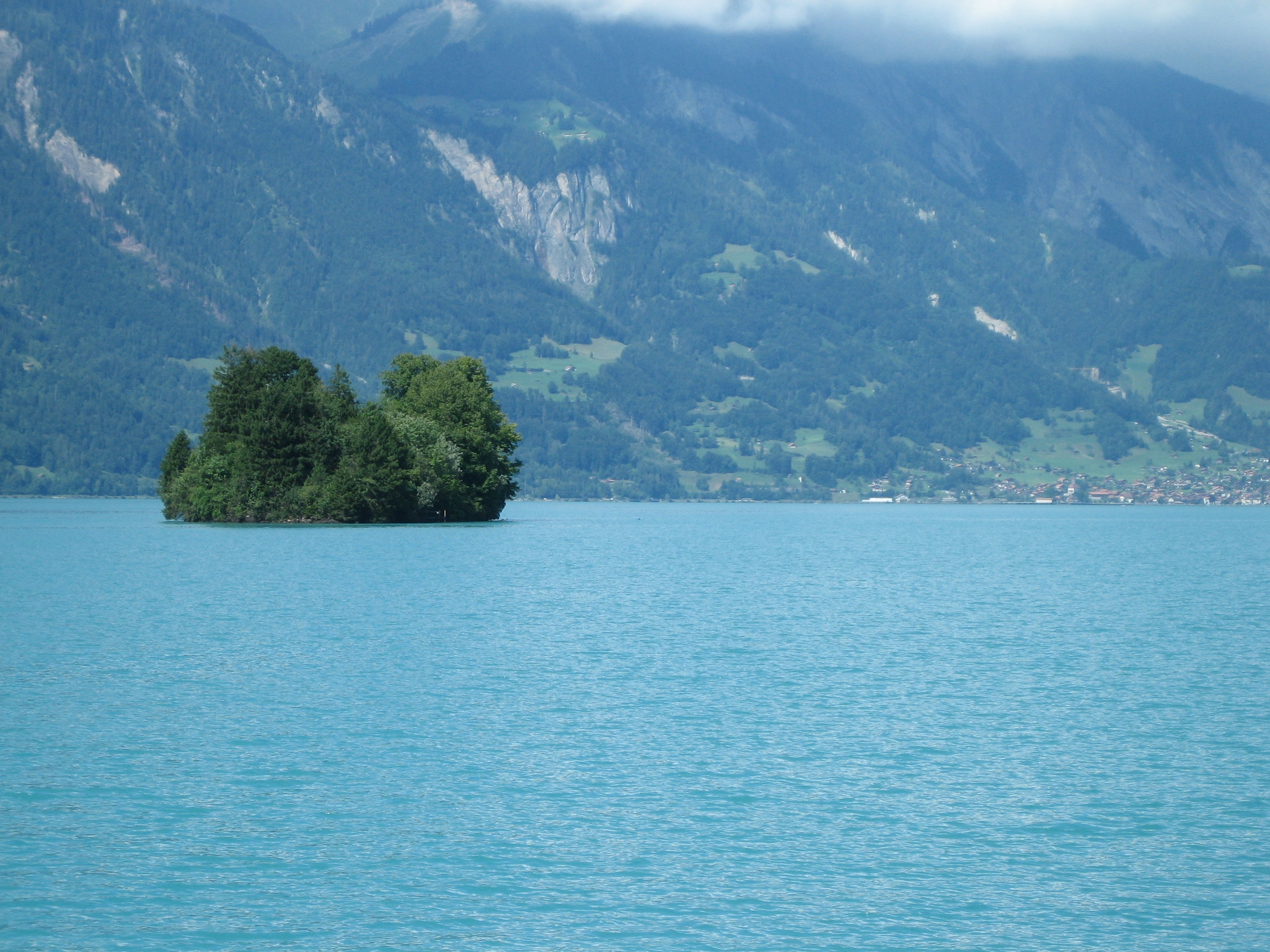
Schneckeninsel vor Iseltwald
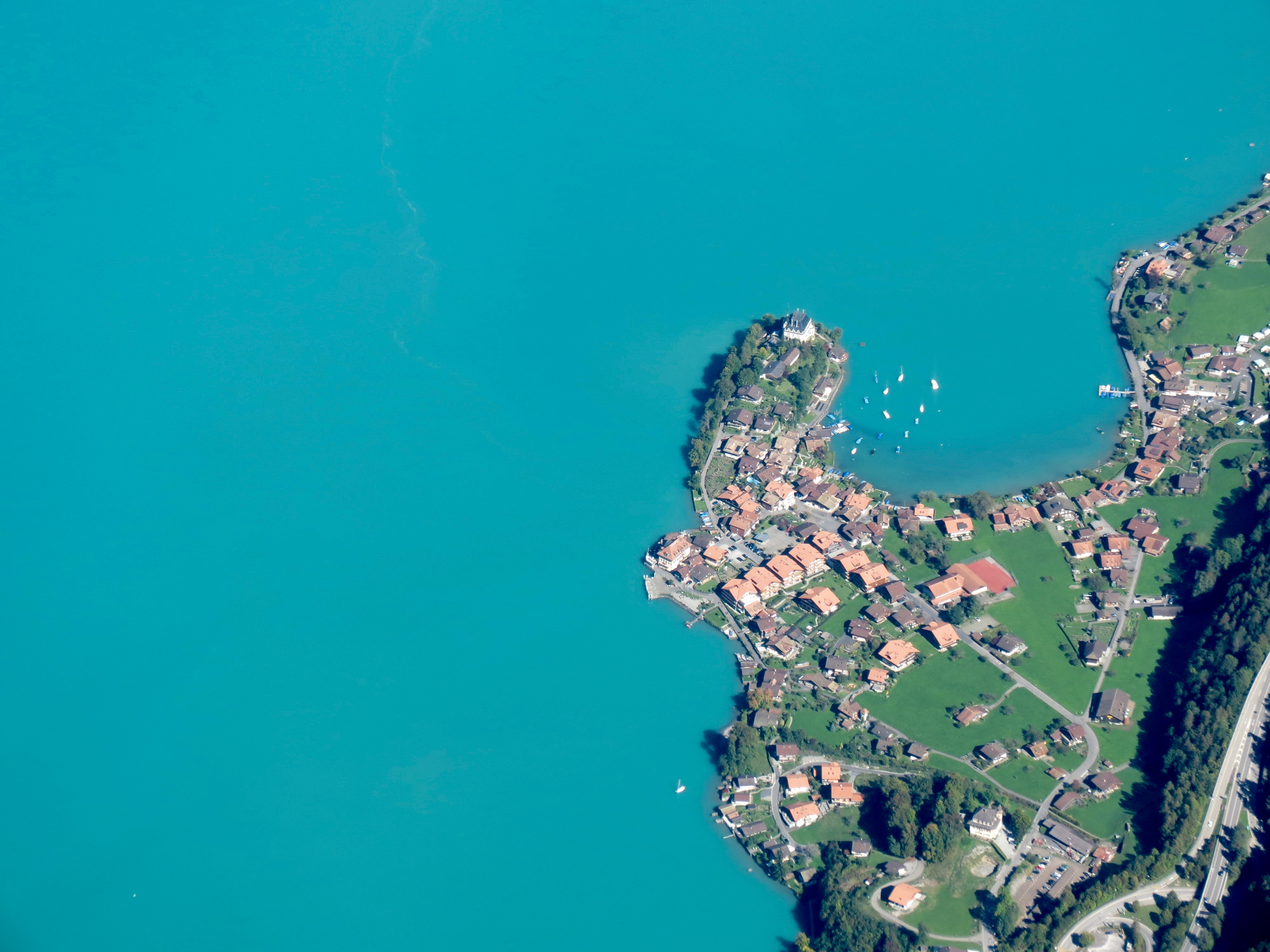
Die Iseltwald-Halbinsel mit dominantem Schloss Seeburg aus der Luft